# Wydział Matematyki Uniwersytetu w Białymstoku
Wydział Matematyki Uniwersytetu w Białymstoku – jeden z piętnastu wydziałów Uniwersytetu w Białymstoku.

## Historia
Wydział Matematyczno-Przyrodniczy był jednym z trzech wydziałów, jakie powstały w filii UW w Białymstoku w 1968 roku. W jego ramach utworzono Zakład Matematyki (1968), przekształcony w 1980 roku w Instytut Matematyki. We wrześniu 1997 roku z Wydziału Matematyczno-Przyrodniczego wyodrębniono Wydział Matematyczno-Fizyczny.  20 września 2007 roku Wydział Matematyczno-Fizyczny został podzielony na Wydział Fizyki oraz Wydział Matematyki i Informatyki. Wydział Matematyki powstał 1 października 2019 roku w ramach podzielenia Wydziału Matematyki i Informatyki na Wydział Matematyki i Instytut Informatyki. 
Siedzibą Wydziału Matematyczno-Przyrodniczego był budynek przy ul. Mickiewicza 1. Zakład Matematyki miał tam do dyspozycji dwa pokoje. W pierwszej połowie lat 70. Wydział został przeniesiony na ul. Marchlewskiego 3 (dzisiaj ul. Pałacowa), a w 1982 roku na ul. Skłodowskiej-Curie 14. Siedziba Instytutu Matematyki mieściła się natomiast od 1977 roku przy ul. Akademickiej 2. Nowo powstały Wydział Matematyczno-Fizyczny miał swoją siedzibę od 1 października 1997 do września 2014 roku przy ulicy Sosnowej 64. 1 października 2014 wydział został przeniesiony do nowo wybudowanego kampusu przy ul. Ciołkowskiego 1M (budynek przy ul. Sosnowej 64 został zburzony w październiku 2019).

## Kierunki kształcenia
Dostępne kierunki:
- Matematyka teoretyczna (studia I i II stopnia)
- Matematyka finansowa (studia I i II stopnia)
- Bezpieczeństwo informacji (studia I stopnia)

## Struktura organizacyjna
Wydział składa się z trzech katedr, których kierownikami są:
| Katedra                      | Kierownik                         |
| ---------------------------- | --------------------------------- |
| Katedra Algebry i Geometrii  | prof. dr hab. Tomasz Brzeziński   |
| Katedra Analizy              | prof. dr hab. Miroslava Růžičková |
| Katedra Fizyki Matematycznej | dr hab. Alina Dobrogowska         |

## Władze Wydziału
W kadencji 2024–2028:
| Stanowisko                           | Imię i nazwisko             |
| ------------------------------------ | --------------------------- |
| Dziekan                              | dr hab. Alina Dobrogowska   |
| Prodziekan ds. naukowych             | dr hab. Bartosz Kwaśniewski |
| Prodziekan ds. studenckich           | dr Aneta Sliżewska          |
| Prodziekan ds. kształcenia i rozwoju | dr Krzysztof Petelczyc      |